# Боров камък
Вижте пояснителната страница за други значения на Боров камък.
Боров камък е водопад във Врачанския Балкан, западна Стара планина.
Водопадът е разположен на един от притоците на река Лева, недалеч от село Згориград. Намира на територията на защитената местност Боров камък и природен парк Врачански Балкан. Той е един от основните туристически обекти на територията на парка. Височината му е 63 m.